# Arisan Deras
Arisan Deras is een bestuurslaag in het regentschap Ogan Ilir van de provincie Zuid-Sumatra, Indonesië. Arisan Deras telt 1446 inwoners (volkstelling 2010).